# Oospila violacea
Oospila violacea là một loài bướm đêm trong họ Geometridae.